# Домброва (Велюнський повіт)
Домброва (пол. Dąbrowa) — село в Польщі, у гміні Велюнь Велюнського повіту Лодзинського воєводства.
Населення — 1236 осіб (2011).
У 1975-1998 роках село належало до Серадзького воєводства.

## Демографія
Демографічна структура станом на 31 березня 2011 року:
|          | Загалом | Допрацездатний вік | Працездатний вік | Постпрацездатний вік |
| -------- | ------- | ------------------ | ---------------- | -------------------- |
| Чоловіки | 612     | 126                | 423              | 63                   |
| Жінки    | 624     | 126                | 353              | 145                  |
| Разом    | 1236    | 252                | 776              | 208                  |